# Résonances de Schumann
Pour les articles homonymes, voir Résonance (homonymie).

Errata de la légende anglaise :
- Mode fondamental : trait pointillé rouge
- 2ème ordre : trait rouge fort
- 3ème ordre : pointillé vert

Les résonances de Schumann sont un ensemble de pics spectraux dans le domaine d'extrêmement basse fréquence (3 à 30 Hz) du champ magnétique terrestre. Ces résonances globales dans la cavité formée par la surface de la Terre et l'ionosphère, qui fonctionne comme un guide d'ondes, sont excitées par les éclairs. Le mode principal a une longueur d'onde égale à la circonférence de la planète et donc une fréquence de 7,8 Hz. Sont présentes, en plus de la fondamentale à 7,8 Hz, des harmoniques à 14,3 Hz, 20,8 Hz, 27,3 Hz et 33,8 Hz. Ces valeurs présentent une légère excursion de fréquence.
Elles sont nommées d'après le physicien allemand Winfried Otto Schumann qui les prédit dans les années 1950. Elles furent observées dans les années 1960.

## Prédiction et observation
La prédiction des résonances de Schumann est attribuée au physicien allemand Winfried Otto Schumann qui en avait anticipé l'existence dans les années 1950,, mais il fallut attendre une décennie pour qu'elles soient mesurées,,. George Francis Fitzgerald (en 1893) et Nikola Tesla (en 1900) avaient déjà émis l'idée que la cavité surface-ionosphère puisse servir de guide d'ondes dont ils avaient calculé l'ordre de grandeur du mode principal et émis l'idée que les orages puissent exciter la résonance.
En 2024 il est montré que la profondeur de l'océan de Titan, qui ne peut pas être déduite des observations de la sonde Huygens, devrait pouvoir être mesurée par l'expérience EFIELD à bord de la sonde Dragonfly, grâce à sa détection de plusieurs harmoniques des résonances de Schuman.

## Théorie
Dans l'hypothèse d'une ionosphère et d'une surface terrestre de conductivité électrique infinie, les résonances vérifient la formule :
{\displaystyle f_{n}={\frac {c}{2\pi R_{\mathrm {T} }}}{\sqrt {n(n+1)}}}
où :
c est la vitesse de la lumière ;
RT est le rayon de la Terre ;
n l'ordre de l'harmonique.
En raison de la conductivité finie de la Terre et de l'ionosphère, les pics se situent à une fréquence plus basse que celle qui est prédite par la théorie et sont plus écartés sur le spectre électromagnétique. De plus, des asymétries sont liées à l'alternance jour-nuit, à la variation longitudinale du champ magnétique terrestre, à des perturbations ionosphériques et à l'absorption par les calottes polaires.[réf. nécessaire]